# Христофор (папа)
Христофор (на латински: Christophorus) е римски антипапа за четири месеца от октомври 903 г. до януари 904 г. (До началото на 20 в е смятан за законен папа, по-късно е признат за антипапа и изключен от папските списъци.)
Той произлиза от Рим и е епископ с ранг на кардинал на Св. Дамас I (на латински: Sankt Damasus).
През септември 903 г. се бунтува против папа Лъв V, смъква го, хвърля го в затвора и е избран за папа. След четири месеца има същата съдба като Лъв V. Епископът на Черветери Сергий го сваля от поста и става папа на негово място под името Сергий III. Хвърля Христофор в същия затвор, където лежи и Лъв V. Става или монах или е удушен в затвора.